# Oscar Millard
Pour les articles homonymes, voir Millard.
Oscar Ernest Millard est un scénariste britannique né le 1er mars 1908 à Londres (Angleterre) et mort le 7 décembre 1990 à Los Angeles (Californie).

## Biographie
Oscar Millard est engagé par la 20th Century Fox à la fin des années 1940 comme scénariste. Il écrit alors plusieurs scénarios pour le cinéma et la télévision. Au cours des années 1980, il contribue au Los Angeles Times et New York Times.

## Filmographie

### Cinéma
- 1942 : Uncensored de Anthony Asquith
- 1949 : Les Sœurs casse-cou de Henry Koster
- 1951 : Le Voyage fantastique de Henry Koster
- 1951 : Les Hommes-grenouilles de Lloyd Bacon
- 1952 : Un si doux visage de Otto Preminger
- 1953 : Passion sous les tropiques de Rudolph Maté
- 1956 : Le Conquérant de Dick Powell
- 1960 : Le Bal des adieux de Charles Vidor
- 1964 : La mort frappe trois fois de Paul Henreid
- 1965 : La Récompense de Serge Bourguignon
- 1972 : Notre agent à Salzbourg de Lee H. Katzin

### Télévision
- 1953-1958 : Schlitz Playhouse of Stars (4 épisodes)
- 1955-1956 : Four Star Playhouse (2 épisodes)
- 1956 : The Star and the Story (1 épisode)
- 1956-1958 : Studio 57 (8 épisodes)
- 1957 : The 20th Century-Fox Hour (1 épisode)
- 1958 : Jane Wyman Presents The Fireside Theatre (1 épisode)
- 1958 : Maverick (1 épisode)
- 1958 : M Squad (2 épisodes)
- 1959-1960 : Markham (6 épisodes)
- 1960 : Thriller (1 épisode)
- 1961 : Le courrier du désert (1 épisode)
- 1962 : Alcoa Premiere (2 épisodes)
- 1963 : Kraft Mystery Theater (1 épisode)
- 1964-1965 : Suspicion (2 épisodes)
- 1965 : The Long, Hot Summer (1 épisode)
- 1965 : Sur la piste du crime (1 épisode)
- 1966 : 12 O'Clock High (1 épisode)
- 1966 : Bob Hope Presents the Chrysler Theatre (1 épisode)
- 1966 : Court Martial (1 épisode)
- 1968 : Journey to the Unknown (3 épisodes)
- 1969 : Médecins d'aujourd'hui (1 épisode)
- 1976 : Perilous Voyage (téléfilm)

## Nominations
- Writers Guild of America Awards 1950 : Meilleure comédie pour Les Sœurs casse-cou
- Oscars du cinéma 1952 : Oscar de la meilleure histoire originale pour Les Hommes-grenouilles